# TikTok Music
TikTok Music foi um aplicativo de streaming de música lançado em julho de 2023 pela empresa chinesa ByteDance. O serviço permitia aos usuários ouvir, baixar e compartilhar músicas.

## História
O TikTok Music foi lançado pela primeira vez no Brasil e na Indonésia em julho de 2023, substituindo o Resso (o aplicativo foi banido na Índia). O TikTok Music apresenta músicas de grandes gravadoras como Universal Music Group, Warner Music Group e Sony Music Group. Em 19 de julho de 2023, o TikTok Music foi lançado na Austrália, México e Singapura, com os desenvolvedores convidando os usuários a participar do teste Beta do aplicativo.
Em 19 de outubro de 2023, o TikTok Music foi disponibilizado ao público na Austrália, Singapura e México. O lançamento do Aplicativo nos mercados contou com o repertório musical gravado do Sony Music Group e do Warner Music Group.
Em fevereiro de 2024, o TikTok Music foi forçado pelo Universal Music Group (UMG) a retirar de seu catálogo todas as músicas que foram gravadas pelos artistas e compositores contratados pela Universal. A UMG estava procurando novos termos contratuais que refletissem a receita de publicidade quadruplicada do TikTok desde que o último acordo foi assinado. Em maio de 2024, um novo contrato entre UMG e TikTok foi estabelecido.